# Sant'Oreste
Sant'Oreste é uma comuna italiana da região do Lácio, província de Roma, com cerca de 3.530 habitantes. Estende-se por uma área de 43 km², tendo uma densidade populacional de 82 hab/km². Faz fronteira com Civita Castellana (VT), Civitella San Paolo, Faleria (VT), Nazzano, Ponzano Romano, Rignano Flaminio, Stimigliano (RI).

## Demografia
| Variação demográfica do município entre 1861 e 2011                               |
|                                                                                   |
| Fonte: Istituto Nazionale di Statistica (ISTAT) - Elaboração gráfica da Wikipedia |